# João Alfonso Esteves
João Alfonso Esteves de Azambuja, le cardinal de Lisbonne (né au château d'Azambuja, près de Lisbonne, Portugal vers 1340 et mort le 23 janvier 1415 à Bruges) est un pseudo-cardinal portugais du XVe siècle.

## Repères biographiques
Esteves est militaire dans sa jeunesse et il a un fils illégitime. Il entre l'état ecclésiastique et est élu évêque de Silves en 1389. En 1391 il est transféré à Porto et en 1399 il est transféré au diocèse de Coimbra. En 1402 il est promu archevêque de Lisbonne. Mgr Esteves participe au concile de Pise en 1409.
L'antipape Jean XXIII le crée cardinal lors du consistoire du 6 juin 1411. Esteves fait décorer la tombe du Saint-Dominique à Bologne et fait bâtir le monastère de 'S. Girolamo à Rome. Esteves meurt à Bruges en 1415 en voyage de Rome à Lisbonne.